# Antonio-Carlos Pereira Menaut
Antonio-Carlos Pereira Menaut (n. Santiago de Compostela, La Coruña; 1948) es un jurista, catedrático de la Universidad de Santiago de Compostela (USC) en el área de Derecho Constitucional, nombrado así en noviembre de 2017. También es director de la Cátedra Jean Monnet de Derecho Constitucional europeo.  Últimamente centra su investigación en el proceso de constitucionalización de la Unión Europea. Anteriormente se ha ocupado de Teoría Política, Teoría Constitucional, Constitucionalismo Comparado (sobre todo, inglés), y Federalismo, Autonomía y organización territorial.

## Trabajos científicos
El Dr. Pereira Menaut es un profesor gallego y europeo, marcadamente anglófilo, que ha hecho muchos viajes y tiene mucha relación personal y académica con diversos países de Norte, Centro y Sudamérica. Concibe la política como una actividad humana, en una línea aristotélico-lockeana; concibe la constitución como una limitación del poder por medio del derecho, concibe el derecho desde una visión judicialista, moderadamente historicista y iusnaturalista, siguiendo a Álvaro d'Ors, y concibe al estado como una forma de organización de la comunidad política, hoy en vías de superación. Sostiene Pereira Menaut que la Unión Europea ya tiene constitución, si bien fragmentaria y dispersa. Según su teorización sobre el Estado, éste está hoy en profunda crisis porque la actual coyuntura supraestatal le priva de su principal característica: la soberanía.
Algunas de sus obras publicadas son:
- "Against positive Rights" (Valparaiso University Law Review, Valparaiso, Indiana, 1988)
- "Lecciones de Teoría Constitucional" (libro; editado diez veces con distintas variaciones —a veces importantes— y títulos, en España, Chile, México y Perú; la última edición española es "Lecciones de Teoría Constitucional y Otros Escritos, Madrid, Colex 2010)

## Concepción del Derecho y de la Constitución
El Dr. Pereira se diferencia de la mayoría de los juristas españoles por tener una visión del derecho no normativista, moderadamente historicista, más realista que formalista, más iusnaturalista que iuspositivista (el profesor Pereira proviene del siglo XIX tras un viaje en el espacio tiempo, donde todavía no existían las leyes ni las cartas magnas de la época contemporánea actual). Suele presentar el derecho privado como el Derecho por excelencia al cumplir los tres elementos de la juridicidad: dos partes, un juez imparcial, un derecho que no ha sido creado por las partes ni por el juez. Según él, el "derecho es lo que dicen los jueces" (d'Ors), es una profecía sobre lo que dirán los jueces (Holmes), aunque no solo los jueces. Tiene como función resolver conflictos y no aplicar políticas decididas desde el gobierno; es más "conflict solving" que "policy implementing" (Damaska).
Suele criticar la visión kelseniana del Derecho como un sistema lógico, cerrado y jerarquizado por poco realista y por aplicar más la metodología de la lógica que el razonamiento jurídico. En cambio, defiende la visión judicialista anglosajona, heredera de la jurisprudencial romana, por ser más adecuada para la realización de la justicia en el caso concreto.
Considera la Constitución británica clásica como admirable, aunque no siempre imitable (especialmente en las presentes circunstancias de crisis en el Reino Unido, que bajo Thatcher, Blair y Brown se está alejando más y más de su propio modelo). De las constituciones escritas y rígidas, prefiere el modelo norteamericano: corto, claro, "open ended" y no codificado. La Constitución, según el Prof. Pereira Menaut, es para limitar el poder y no para limitarnos ni controlarnos a nosotros; es para garantizarnos derechos y no para imponernos deberes; es para controlar al gobierno y no para organizar la sociedad. Es también un pacto de límites entre gobierno y ciudadanos: si el gobierno traspasa esos límites, el pueblo puede lícitamente pasar a alguno de los diversos grados de insumisión. No es —o nunca en primer lugar— la fuente de las fuentes, la mal llamada "norma normarum" ni la norma que regula la producción de las restantes normas.
Tuvo la suerte y el honor de ser obsequiado con una gran amistad por el gran romanista Álvaro d'Ors, de quien se considera "discípulo extravagante" y a quien dedicó su libro "Lecciones de Teoría Constitucional" y otros trabajos menores. Pereira Menaut no fue su alumno ni su discípulo en sentido ordinario, pero es una de las personas que mejor conocen la parte del pensamiento de d'Ors dedicada a lo político y lo constitucional, pequeña en el conjunto de la magna obra orsiana pero significativa.

## Actividad docente
Pereira Menaut ha desempeñado su docencia regular en diversas universidades españolas: Santiago, Navarra, Valladolid, Cantabria y la UNED. Actualmente desarrolla su actividad otra vez en la Universidad de su localidad natal, Santiago de Compostela.
Ocasionalmente, o como profesor visitante, ha impartido docencia en un buen número de universidades de Norte, Centro y Sudamérica: Valparaíso y William and Mary (EE. UU.), UP, Bonaterra (México); Piura, San Martín de Porres (Perú), U. de los Andes, Santo Tomás, U. de Chile, Adolfo Ibáñez, Pontificia Universidad Católica de Valparaíso (Chile). Ha recibido diversos nombramientos de profesor honorario o visitante (universidades de Santo Tomás, Piura, San Martín de Porres, Adolfo Ibáñez, Panamericana, U. de los Andes).
En la Universidad de Piura (Perú), desde 2010 funciona el Taller de Derecho Constitucional “Antonio-Carlos Pereira Menaut”, bajo la coordinación de los profesores Carlos Hakansson Nieto, Luis Castillo Córdova y Miluska Orbegoso Silva.